# 绿花茶藨子
绿花茶藨子（学名：Ribes viridiflorum）为虎耳草科茶藨子属下的一个种。

## 扩展阅读
- 維基物種上的相關：绿花茶藨子